# St Patrick's Athletic Football Club
Maillots
Actualités
Le St Patrick's Athletic Football Club (en irlandais : Cumann Peile Lúthchleas Phádraig Naofa) est un club de football irlandais fondé en 1929 et basé à Dublin dans le quartier d'Inchicore. Il évolue en Airtricity League (première division irlandaise) pour la saison 2022.
St Patrick's Athletic a remporté de nombreux trophées dans le football irlandais dont sept titres de champion, cinq Coupes d'Irlande et quatre Coupes de la Ligue d'Irlande.

## Histoire
Le St Patrick's Athletic Football Club est fondé en 1929. Après n'avoir disputé que des matchs dans la région de Dublin il intègre après guerre la Leinster senior League. le club remporte ce championnat provincial à six reprises, y compris quatre titres consécutifs à partir de 1947. Lors de la saison 1947-1948, St'Pat's réalise un triplé en gagnant le championnat du Leinster, la coupe du Leinster et la Coupe d'Irlande Intermédiaire, une Coupe nationale réservée à des clubs ne participant pas au championnat professionnel. La saison suivante, le club conserve son statut de champion du Leinster et remporte une deuxième fois consécutivement la Coupe intermédiaire. En 1950-1951, le jeune Shay Gibbons aide son club à réussir la passe de quatre en Leinster League. Ces résultats permettent au club d'Inchicore de demander son insertion dans le championnat d'Irlande, ce qui est chose faite pour la saison 1951-1952.
Le club intègre le championnat d'Irlande en même temps que le Evergreen United Football Club basé à Cork. Le championnat passe alors de dix à douze équipes. Les dix premières années dans le championnat national représentent un premier âge d'or pour le club : St Pat's remporte le championnat dès sa première année. Au terme des vingt-deux matchs de la compétition, il devance Shelbourne de trois points. Il gagnera de nouveau en 1955 et 1956, puis sera vice-champion en 1961. En même temps, St Patrick's Athletic jouera trois finales de FAI Cup. Celle de 1954, sera perdue contre Drumcondra FC, mais gagnera en 1959 et 1961.
Après ces succès les Pats connurent une période de disette, ils échouent en 1967, 1974 et 1980 en finale de la FAI Cup ainsi qu'en 1980 en finale de la Coupe de la ligue.
En 1986, arrive Brian Kerr, et avec lui St Patrick's obtient le titre de champion d'Irlande en 1990 puis en 1996. Auparavant en 1988, le titre leur échappe à la dernière journée au profit de Dundalk. Le titre de 1990 intervient après 34 années d'attente. En 1992, à cause de difficultés financières le club a failli disparaître, il sera sauvé par un groupe d'investisseurs dont Brian Kerr faisait partie. Avant l'année 2000, les Pats connaîtront un nouvel âge d'or avec trois titres de champion entre 1995 et 1999.
Après la saison 2001-2002, St Patrick's termine à la première place mais à cause d'un problème de procédures, le club se voit infliger une pénalité de 15 points, qui le plonge à la troisième place du classement final.
En 2001, le club gagne sa première Coupe de la Ligue d'Irlande, une autre suivra en 2003. En 2006, longtemps lors de la finale de la Coupe d'Irlande, le club pensait gagner un nouveau trophée mais il se fera rattraper et finalement perdra 3 à 4 contre Derry City.
Après avoir entraîné les équipes nationales irlandaises de 1996 jusqu'à 2008, Brian Kerr revient au club en 2007 en tant que directeur sportif.
En 1961, St Patrick's dispute sa première Coupe d'Europe (C2, saison 1961-1962). Longtemps le club ne franchira le premier tour de qualification des compétitions européennes. Lors de la Coupe UEFA 2008-2009 il atteindra la première fois un troisième tour échouant aux portes des poules battu par le Hertha Berlin 2 à 0 après un match nul 0 à 0 à domicile.
En 2014, Les Saints, autre surnom du club, gagnent la Coupe d'Irlande après 53 années d'attente.
En 2021, St Patrick's termine vice-champion et remporte sa quatrième Coupe d'Irlande.

## Bilan sportif

### Palmarès
- Championnat d'Irlande
  - Champion d'Irlande : 1952, 1955, 1956, 1990, 1996, 1998, 1999, 2013

- Coupe d'Irlande
  - Vainqueur : 1959, 1961, 2014, 2021 et 2023
  - Finaliste : 1954, 1967, 1974, 1980, 1996, 2003, 2006, 2012

- Coupe de la Ligue d'Irlande
  - Vainqueur : 2001, 2003, 2015, 2016

- Supercoupe d'Irlande
  - Vainqueur : 1999
  - Finaliste : 1998

- Dublin City Cup
  - Vainqueur : 1954, 1956, 1976

### Bilan européen
Légende
- Victoire ou qualification pour le tour suivant
- Match nul
- Défaite ou élimination de la compétition

Note : dans les résultats ci-dessous, le score du club est toujours donné en premier
| Saison    | Compétition                | Tour                | Club                  | Domicile | Extérieur | Total             |
| --------- | -------------------------- | ------------------- | --------------------- | -------- | --------- | ----------------- |
| 1961-1962 | Coupe des coupes           | Tour préliminaire   | Dunfermline Athletic  | 0 - 4    | 1 - 4     | 1 - 8             |
| 1967-1968 | Coupe des villes de foires | 32es de finale      | Girondins de Bordeaux | 1 - 3    | 3 - 6     | 4 - 9             |
| 1988-1989 | Coupe UEFA                 | 32es de finale      | Heart of Midlothian   | 0 - 2    | 0 - 2     | 0 - 4             |
| 1990-1991 | Coupe des clubs champions  | Seizièmes de finale | Dinamo Bucarest       | 1 - 1    | 0 - 4     | 1 - 5             |
| 1996-1997 | Coupe UEFA                 | Tour préliminaire   | Slovan Bratislava     | 3 - 4    | 0 - 1     | 3 - 5             |
| 1998-1999 | Ligue des champions        | Premier tour Q      | Celtic FC             | 0 - 2    | 0 - 0     | 0 - 2             |
| 1999-2000 | Ligue des champions        | Premier tour Q      | Zimbru Chișinău       | 0 - 5    | 0 - 5     | 0 - 10            |
| 2002      | Coupe Intertoto            | Premier tour        | HNK Rijeka            | 1 - 0    | 2 - 3     | 3E - 3            |
| 2002      | Coupe Intertoto            | Deuxième tour       | KAA La Gantoise       | 3 - 1    | 0 - 2     | 3 - 3E            |
| 2007-2008 | Coupe UEFA                 | Premier tour Q      | Odense BK             | 0 - 0    | 0 - 5     | 0 - 5             |
| 2008-2009 | Coupe UEFA                 | Premier tour Q      | JFK Olimps            | 2 - 0    | 1 - 0     | 3 - 0             |
| 2008-2009 | Coupe UEFA                 | Deuxième tour Q     | IF Elfsborg           | 2 - 1    | 2 - 2     | 4 - 3             |
| 2008-2009 | Coupe UEFA                 | Premier tour        | Hertha Berlin         | 0 - 0    | 0 - 2     | 0 - 2             |
| 2009-2010 | Ligue Europa               | Deuxième tour Q     | Valletta FC           | 1 - 1    | 1 - 0     | 2 - 1             |
| 2009-2010 | Ligue Europa               | Troisième tour Q    | Krylia Sovetov Samara | 1 - 0    | 2 - 3     | 3E - 3            |
| 2009-2010 | Ligue Europa               | Barrages Q          | Steaua Bucarest       | 1 - 2    | 0 - 3     | 1 - 5             |
| 2011-2012 | Ligue Europa               | Premier tour Q      | ÍB Vestmannaeyja      | 2 - 0    | 0 - 1     | 2 - 1             |
| 2011-2012 | Ligue Europa               | Deuxième tour Q     | Chakhtior Karagandy   | 2 - 0    | 1 - 2     | 3 - 2             |
| 2011-2012 | Ligue Europa               | Troisième tour Q    | Karpaty Lviv          | 1 - 3    | 0 - 2     | 1 - 5             |
| 2012-2013 | Ligue Europa               | Premier tour Q      | ÍB Vestmannaeyja      | 1 - 0    | 1 - 2 ap  | 2E - 2            |
| 2012-2013 | Ligue Europa               | Deuxième tour Q     | Široki Brijeg         | 2 - 1 ap | 1 - 1     | 3 - 2             |
| 2012-2013 | Ligue Europa               | Troisième tour Q    | Hanovre 96            | 0 - 3    | 0 - 2     | 0 - 5             |
| 2013-2014 | Ligue Europa               | Premier tour Q      | Žalgiris Vilnius      | 1 - 2    | 2 - 2     | 3 - 4             |
| 2014-2015 | Ligue des champions        | Deuxième tour Q     | Legia Varsovie        | 0 - 5    | 1 - 1     | 1 - 6             |
| 2015-2016 | Ligue Europa               | Premier tour Q      | Skonto Riga           | 0 - 2    | 1 - 2     | 1 - 4             |
| 2016-2017 | Ligue Europa               | Premier tour Q      | AS Jeunesse d'Esch    | 1 - 0    | 1 - 2     | 2E - 2            |
| 2016-2017 | Ligue Europa               | Deuxième tour Q     | Dinamo Minsk          | 0 - 1    | 1 - 1     | 1 - 2             |
| 2019-2020 | Ligue Europa               | Premier tour Q      | IFK Norrköping        | 0 - 2    | 1 - 2     | 1 - 4             |
| 2022-2023 | Ligue Europa Conférence    | Deuxième tour Q     | NŠ Mura               | 1 - 1    | 0 - 0 ap  | 1 - 1 (6 - 5 tab) |
| 2022-2023 | Ligue Europa Conférence    | Troisième tour Q    | CSKA Sofia            | 0 - 2    | 1 - 0     | 1 - 2             |
| 2023-2024 | Ligue Europa Conférence    | Premier tour Q      | F91 Dudelange         | 2 - 3    | 1 - 2     | 3 - 5             |
| 2024-2025 | Ligue Conférence           | Deuxième tour Q     | FC Vaduz              | 3 - 1    | 2 - 2     | 5 - 3             |
| 2024-2025 | Ligue Conférence           | Troisième tour Q    | Sabah FC              | 1 - 0    | 1 - 0     | 2 - 0             |
| 2024-2025 | Ligue Conférence           | Barrages Q          | İstanbul Başakşehir   | 0 - 0    | 0 - 2     | 0 - 2             |
| 2025-2026 | Ligue Conférence           | Premier tour Q      | FC Hegelmann          | 1 - 0    | 2 - 0     | 3 - 0             |
| 2025-2026 | Ligue Conférence           | Deuxième tour Q     | Nõmme Kalju           | 1 - 0    | 2 - 2 ap  | 3 - 2             |
| 2025-2026 | Ligue Conférence           | Troisième tour Q    | Beşiktaş JK           | 1 - 4    | 2 - 3     | 3 - 7             |

## Personnalités liées au club

### Entraîneurs
| #  | Nom                | Période   |
| -- | ------------------ | --------- |
| 1  | Alex Stevenson     | 1954-1958 |
| 2  | inconnu            |           |
| 3  | Shay Keogh         | 1963-1965 |
| 4  | George Lax         | 1965-1966 |
| 5  | Gerry Doyle        | 1966-1967 |
| 6  | Peter Farrell      | 1967-1968 |
| 7  | John Colrain       | 1968-1971 |
| 8  | Jack Burkett (en)  | 1971-1975 |
| 9  | George Richardson  | 1975-1976 |
| 10 | Barry Bridges (en) | 1976-1978 |
| 11 | Ralph O'Flaherty   | 1978-1979 |

| #  | Nom                          | Période   |
| -- | ---------------------------- | --------- |
| 12 | Charlie Walker               | 1979-1984 |
| 13 | Eoin Hand                    | 1984-1985 |
| 14 | Jimmy Jackson                | 1985-1986 |
| 15 | Brian Kerr                   | 1986-1996 |
| 16 | Pat Dolan (en)               | 1996-1998 |
| 17 | Liam Buckley                 | 1998-1999 |
| 18 | Pat Dolan (en)               | 1999-2003 |
| 19 | Eamonn Collins               | 2003-2004 |
| 20 | John McDonnell               | 2004-2008 |
| 21 | Jeff Kenna                   | 2009      |
| 22 | Maurice O'Driscoll (intérim) | 2009      |

| #  | Nom                   | Période   |
| -- | --------------------- | --------- |
| 23 | Pete Mahon            | 2009-2011 |
| 24 | Liam Buckley          | 2012-2018 |
| 25 | Ger O'Brien (intérim) | 2018      |
| 26 | Harry Kenny           | 2019      |
| 27 | Stephen O'Donnell     | 2019-2021 |
| 28 | Tim Clancy            | 2022-2023 |
| 29 | Jon Daly              | 2023-2024 |
| 30 | Stephen Kenny         | 2024-     |

### Joueurs

#### Meilleurs buteurs du championnat d'Irlande
Plusieurs joueurs du St Patrick's Athletic FC ont réussi à remporter le classement du meilleur buteur sur une saison. Les voici :
| Saison    | Joueur             | buts |
| --------- | ------------------ | ---- |
| 1951–1952 | Shay Gibbons (en)  | 26   |
| 1952–1953 | Shay Gibbons       | 22   |
| 1955–1956 | Shay Gibbons       | 21   |
| 1989–1990 | Mark Ennis         | 19   |
| 1998–1999 | Trevor Molloy (en) | 15   |
| 2008      | Mark Quigley (en)  | 15   |
| 2014      | Christy Fagan      | 20   |

## Football féminin
En 1996, St Patrick's Athletic a repris l'équipe féminine de football O'Connell Chics, qui venait d'être vice-championne de la Dublin Women's Soccer League et finaliste de la FAI Women's Cup. En 1997, sous les couleurs de St. Patrick's Athletic LFC, elle était championnes de DWSL.